# Shanus
Shanus taibaiensis es una especie de araña araneomorfa de la familia Linyphiidae. Es el único miembro del género monotípico Shanus.

## Distribución
Se encuentra en Shaanxi en China.